# Lidia Biela

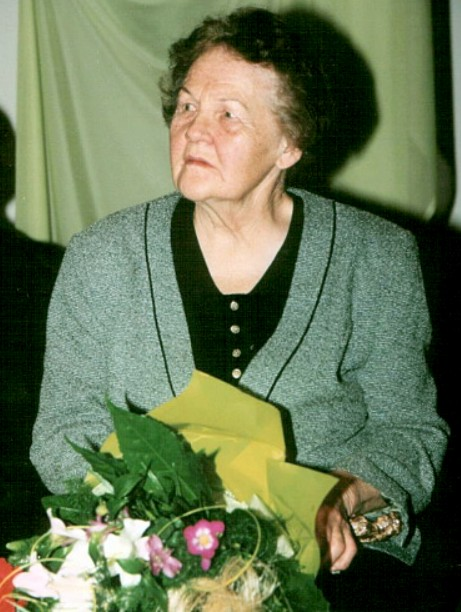
Lidia Biela

Lidia Biela (ur. 29 września 1930 w Czuchowie) – działaczka konspiracyjna, długoletnia pedagog i dyrektor szkoły, odznaczona Złotym Krzyżem Zasługi.
Urodziła się 29 września 1930 r. w Czuchowie w rodzinie o tradycjach patriotycznych. Jej ojcem był Teofil Biela – powstaniec śląski, działacz i przewodniczący lokalnych organizacji narodowych, dowódca kompanii, kawaler Krzyża Kawalerskiego Virtuti Militari, naczelnik okręgowy gminy Czuchów–Czerwionka. Od najmłodszych lat wychowywana była w duchu patriotyzmu i pomimo bardzo młodego wieku pełniła różne tajne zadania. W 1945 r. za pracę konspiracyjną w czasie okupacji otrzymała dyplom "Żołnierzowi, demokracji, za walkę z najeźdźcą niemieckim o Polskę, wolność i lud" nadany przez Naczelne Dowództwo Wojska Polskiego. Do szkoły podstawowej uczęszczała w Czuchowie, w 1952 r. uzyskała świadectwo dojrzałości w Liceum Ogólnokształcącym w Katowicach.
Po maturze podjęła pracę w szkołach na terenie gmin Czerwionka, Leszczynach, Dębieńsko i Czuchów. Pracując uzupełniała kwalifikacje zawodowe. W latach 1968–1976 pełniła funkcję dyrektora Szkoły Podstawowej w Czuchowe. W 1976 r. uchwałą Rady Państwa otrzymała Złoty Krzyż Zasługi. Jako osoba mieszkająca i pracująca w Czuchowie wykształciła i wychowała wiele pokoleń dzieci i młodzieży gminy Czerwionka-Leszczyny.
Przez dwie kadencje tj. w latach 1994-1998 i 1998-2002 była radną Rady Miejskiej w Czerwionce-Leszczynach, reprezentując dzielnicę Czuchów oraz bezinteresownie pomagając ludziom w rozwiązywaniu ich problemów. W 2003 roku otrzymała lokalną nagrodę przyznawaną przez Miasto Czerwionka-Leszczyny – "Karolinkę".